# Campylocheta bisetosa
Campylocheta bisetosa är en tvåvingeart som beskrevs av Hiroshi Shima 1985. Campylocheta bisetosa ingår i släktet Campylocheta och familjen parasitflugor. Inga underarter finns listade i Catalogue of Life.